# Méthamis
Méthamis település Franciaországban, Vaucluse megyében. Lakosainak száma 453 fő (2022. január 1.). Méthamis Blauvac, Lioux, Malemort-du-Comtat, Monieux, Murs és Venasque községekkel határos.

## Népesség
A település népességének változása:
| Lakosok száma | 405  | 427  | 431  | 436  | 439  | 442  | 446  | 447  | 453  |
|               | 2013 | 2015 | 2016 | 2017 | 2018 | 2019 | 2020 | 2021 | 2022 |